# ولات نظامی
ولات نظامی که به آن «نیشتمون نظام» در کتب زمان قاجار و پهلوی نیز می‌گویند شامل بخشی از دشت وسیع سیلاخور است در شهرستان بروجرد که در سیلاخور پایین است که از شمال به سیلاخور بالا و به منطقه چال گودرزی و از شرق به شهر بروجرد و از غرب به کوه‌های گرین و از جنوب به منطقه سیلاخور کبیر می‌رسد.
شامل چندین روستا از جمله
- نظام‌اباد بروجرد
- فیال
- شیخ‌میری
- روستای کلهر
- گلدشت
- کمره نظامی
- قلعه حاتم
- کولیدر نظامی
- حاجی‌آباد
- قلعه کریم‌خان
- زرشگه
- قلعه شمسی
- شمس‌آباد
- کپرگاه
- کرت آباد
- قلعه حاج عبدالله
- ابول آباد (رضاآباد)
- پاچنار نظامی
- سراب پنبه نظامی
- قلعه تازه

## مردم شناسی
مردم این منطقه از شهرستان بروجرد همگی به زبان لری سیلاخوری سخن میگویند و اکثرا از ایل زیار یا آل زیار و طوایف وابسته به این ایل و همچنین در بعضی مناطق نیز از ایل بیرانوند و طوایف وابسته به این ایل هستند.

## جغرافیا
منطقه ولات نظامی در شهرستان بروجرد واقع شده‌است که در بخش غربی شهرستان واقع شده‌است در منطقه ای سرسبز که غربا به شهرستان سلسله و شهرستان خرم‌آباد و شرقا با شهر بروجرد از شمال به منطقه چال گودرزی و از جنوب به بیشه دالان و منطقه ابسرده منتهی می‌شود.

## آثار تاریخی و طبیعی ولات نظامی
این منطقه با توجه به برخودار بودن چندین رودخانه و گرین و در پایکوه‌های سربه فلک کشیده زاگرس یک منطقه توریستی در ایران است.
هر روستا در این منطقه از ویژگی‌های توریستی خاص خود برخودار است:همچون
- در روستای فیال منطقه توریستی نظام آباد و منطقه باستانی گوراب معروف شهر خرابه و رودخانه فیال و سراب نظامی و سراب پاچنار و در مرز روستاهای فیال و شیخمیری رودخانه گلرود.
- در روستای شیخ‌میری سادات منطقه توریستی گلدشت و همچنین رودخانه گلرود.
- در روستای کپرگاه می‌توان از تنگ کپرگه و چشمه ابگرم کپرگه نام برد.
- در روستای زرشگه سراب زرشگه
- در روستای قلعه کریمخان قلعه ای موسوم به زمان کریمخان زند وجود دارد.
- در روستای قلعه حاتم پل تاریخی معروف به پل قلعه حاتم و قلعه ای به نام قلعه حاج امیر نصرت کلهر وجود دارد.

## جمعیت
براساس سرشماری سال ۱۳۹۵ جمعیت منطقه ولات نظامی ۱۴٫۸۱۸ بوده‌است.
- از میان روستاهای فیال و شیخ‌میری سادات و زرشگه به تنهایی نیمی از جمعیت این منطقه را تشکیل می‌دهند.
- همچنین روستاهای قلعه کریم‌خان، پاچنار نظامی، کولیدر نظامی، سراب پنبه نظامی کپرگاه جمعیت این پنج روستا روی هم هزار نفر می‌باشند.
- روستاهای قلعه حاج عبدالله، قلعه تازه، کرت آباد، ابول آباد (رضاآباد)، کمره نظامی، روستای کلهر، هر کدام زیر هزار نفر جمعیت داشته‌اند.

روستاهای حاجی‌آباد، گلدشت، قلعه شمسی و شمس‌آباد هر کدام به صورت جداگانه جمعیتی بین ۷۰۰تا۱۷۰۰ نفر داشته‌اند.